# 'Amr ibn Kulthūm
'Amr ibn Kulthūm Ibn Malik ibn Aʿtab Abu sl-Aswad al-Taghlibi (in arabo عمرو بن كلثوم‎?; ... – 584) è stato un poeta arabo, esponente della tribù dei Taghlib.
Fu famoso per aver cantato le glorie della sua tribù, oltre che per il suo coraggio e per il comportamento audace in battaglia. Uccise, per un'offesa arrecata a sua madre, il sovrano lakhmide 'Amr ibn Hind.
Nipote per lato materno del noto poeta Muhalhil, ancora giovane divenne già sayyid della branca dei Jusham dei Taghlib, insediata sul medio corso dell'Eufrate.
La sua opera più conosciuta è un'ode che faceva parte delle Muʿallaqāt.
Per la sua età particolarmente avanzata, è annoverato tra i muʿammarūn, vale a dire tra i "centenari".